# Пассаж Медлера
Пассаж Медлера (нем. Mädlerpassage) — исторический торгово-выставочный комплекс в центре немецкого города Лейпциг в федеральной земле Саксония. Построенный в начале XX века, в настоящее время он размещает магазины, рестораны и офисы, являясь одним из наиболее полно сохранившихся торгово-выставочных домов (нем. Messehaus) Лейпцига. В здании размещается «Погреб Ауэрбаха» — известнейший ресторан города.

## История
Пассаж Медлера построен на участке, который с 1530-х годов занимало Подворье Ауэрбаха (нем. Auerbachs Hof) — один из ранних образцов торговых подворий Лейпцига в период перехода типичной средневековой ярмарочной торговли к стационарным формам презентации и продажи товара. Подворье Ауэрбаха, как и прилегающие к нему участки в 1911 году приобрёл Антон Медлер (нем. Anton Mädler, 1864—1925) — владелец крупной кожевенной и чемоданной фабрики «Königlich Sächsische concessionirte Koffer- und Taschen-Fabrik Moritz Mädler», с 1886 года располагавшейся в лейпцигском промышленном предместье Линденау.
После сноса старых построек здесь по проекту Теодора Кёссера (нем. Theodor Kösser, 1854—1929) в 1912—1914 годах было возведено новое репрезентативное шестиэтажное здание в стиле историзма, центр которого составляет элегантный пассаж, выходящий к восьмиугольной ротонде, от которой были запланированы дальнейшие проходы к улицам Ноймаркт и Петерсштрассе (изначально был реализован лишь пассаж к Ноймаркту). Основным предназначением комплекса было, прежде всего, размещение выставки образцов фарфоровой, стеклянной и фаянсовой промышленности: в частности, знаменитого мейсенского фарфора; его полезная выставочная площадь составляла 5.700 м².
В качестве торгово-выставочного комплекса Пассаж Медлера использовался вплоть до 1989 года, и был фактически оставлен в ходе краха восточногерманской экономики и последовавшего кризиса классической лейпцигской выставки образцов.
В 1991 году Пассаж Медлера приобрёл скандально известный инвестор Юрген Шнайдер, намеревавшийся его отреставрировать, чтобы вдохнуть в здание новую жизнь; что однако не было реализовано вследствие банкротства фирмы Шнайдера. Перейдя в собственность Commerzbank, здание было реконструировано в 1995—1997 годах. В центральном пассаже при этом разместились более 20 небольших магазинов и кафе, на верхних этажах — офисы и кабаре Sanftwut.

## Описание
Пассаж Медлера имеет форму латинской буквы L, начинающейся на улице Гриммаише штрассе и в колене которой расположен просторный восьмиугольный внутренний двор со световым фонарём и выходом на соседнюю улицу Ноймаркт. Общая длина пассажа составляет 142 метра, его высота — 15 метров и ширина — 12 метров. В 1965 году был открыт дополнительный проход в сторону улицы Петерсштассе: через Мессехаус-пассаж и Кёнигсхаус-пассаж.
Главный фасад Пассажа Медлера выходит на площадь Нашмаркт и уподоблен высокой триумфальной арке, украшенной двумя аллегорическими женскими фигурами, символизирующими торговлю фарфором и виноторговлю в ресторане Погреб Ауэрбаха. При входе в ресторан в 1913 году были установлены бронзовые фигуры Фауста, Мефистофеля и зачарованных Мефистофелем студентов из «Фауста» Гёте работы Матьё Молитора (нем. Mathieu Molitor). В центральном дворе пассажа с 1965 года располагается фарфоровый карильон с почасовым боем.